# Pseudolimnophila (Pseudolimnophila) aurantiaca
Pseudolimnophila (Pseudolimnophila) aurantiaca is een tweevleugelige uit de familie steltmuggen (Limoniidae). De soort komt voor in het Afrotropisch gebied.